# Lena Falkenhagen
Lena Falkenhagen (* 10. Oktober 1973 in Celle) ist eine deutsche Autorin von Romanen und Spielen und Professorin an der Hochschule der bildenden Künste in Essen. Seit 2019 ist sie Bundesvorsitzende des Verbands deutscher Schriftstellerinnen und Schriftsteller (VS). Sie arbeitete auch als Lektorin und Übersetzerin in den Genres historische Romane und Fantasy.

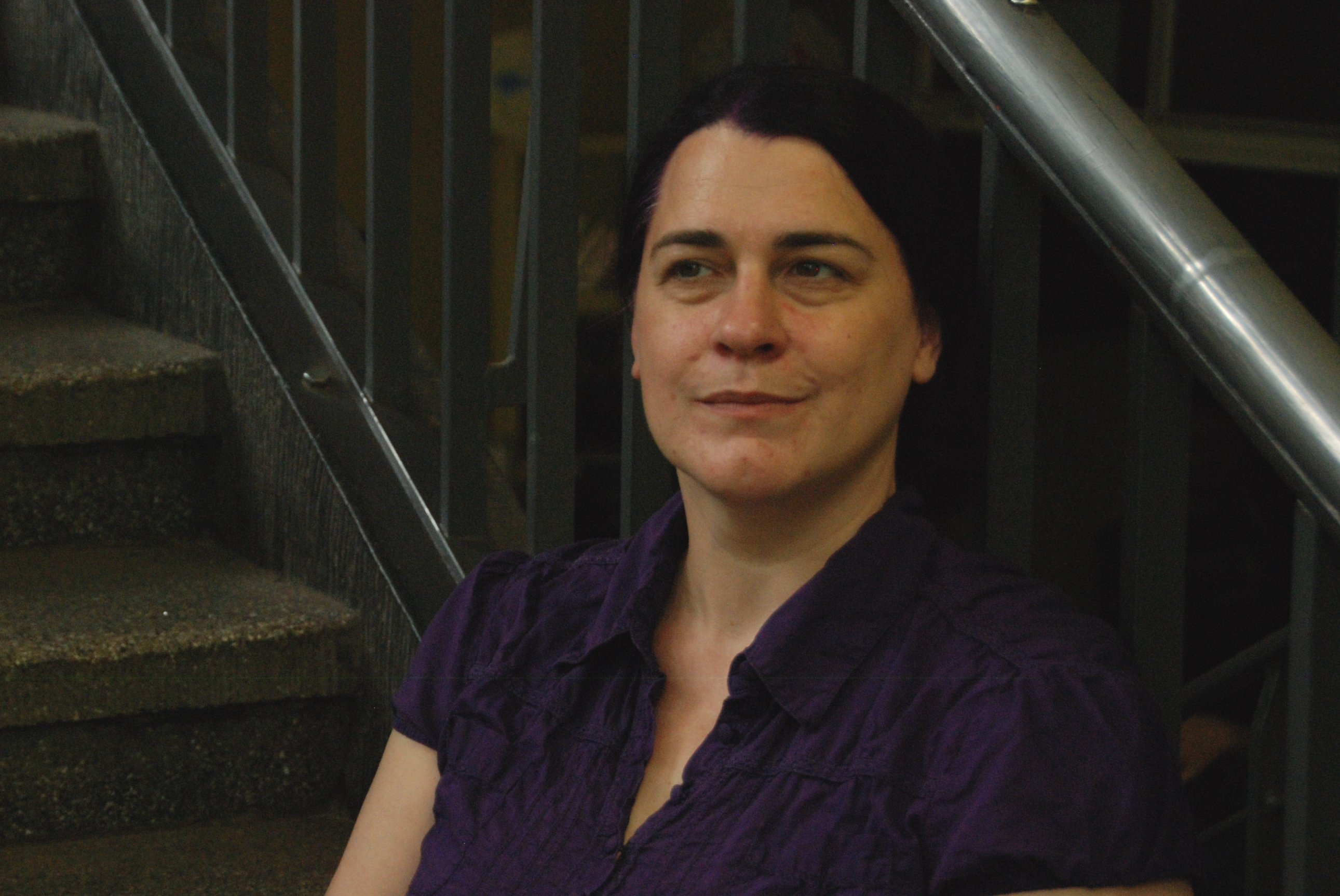
Lena Falkenhagen, 2019

## Leben
Lena Falkenhagen stammt aus Celle, wo sie am 10. Oktober 1973 geboren wurde. Sie studierte Germanistik und Anglistik und veröffentlichte ihren ersten Roman 1996 beim Wilhelm Heyne Verlag. Neben dem Schreiben von Romanen arbeitet sie als Übersetzerin, Lektorin und Autorin von Computerspielen.
Falkenhagen leitet auch Schreib-Workshops und gibt Einführungen in das Schreiben von Narrativen für Spiele. Seit 2020 arbeitet sie hauptsächlich an Serious Games, insbesondere Computerspielen, die Gesellschaftsdiskurse aufarbeiten. Sie engagiert sich im Kulturbereich für die Rechte von Autoren.
Seit 2021 ist Falkenhagen Professorin und Studiengangsleiterin des Bereichs Game-Design an der University of Applied Sciences Europe in Hamburg, seit 2024 an der Hochschule der bildenden Künste in Essen.

## Werk
Für ihren im Jahr 2009 erschienenen zweiten historischer Roman mit dem Titel Die Lichtermagd wurde Falkenhagen 2010 mit dem Delia-Literaturpreis für den besten deutschsprachigen Liebesroman ausgezeichnet. 2011 war sie mit dem Science-Fiction-Titel Undercover an der Justifiers-Serie von Markus Heitz beteiligt. Im Jahr 2013 veröffentlichte sie ihren bislang letzten historischen Roman Die letzte Hanseatin im Münchener Wilhelm Heyne Verlag.

### Rollenspiele
Im Spielebereich gestaltete Lena Falkenhagen von 1994 bis 2011 als Redakteurin die Rollenspielwelt Aventurien mit und hat an mehr als zwei Dutzend Produkten des Schwarzen Auges (Fantasy Productions, heute Ulisses Spiele) mitgewirkt.

### Computerspiele
Falkenhagen ist Übersetzerin für Computerspiele und in diesem Themenfeld auch als Beraterin tätig, beispielsweise für Ubisoft. Sie schrieb fünf Jahre lang für das Computerspiel Drakensang Online von Bigpoint. Das Spiel erhielt im Jahr 2015 für die von Falkenhagen geschriebene Erweiterung Rise of Balor den Deutschen Entwicklerpreis. 2017 wurde Falkenhagen für ihre Arbeit und die Vorträge im Bereich Narrative Design vom Magazin GamesWirtschaft unter die deutschen TOP 10 der Games-Entwicklerinnen gewählt.
Von Ende 2020 bis Februar 2022 erarbeitete sie das narrative Design für das Computerspiel Beholder 3 des Spielestudios Paintbucket Games. Beholder 3 erhielt die Preise für die „Beste Story“ und „Bestes Game Beyond Entertainment“ des Deutschen Entwicklerpreises 2022. 2023 wurde es zudem als „Bestes Serious Game“ mit dem Deutschen Computerspielpreis ausgezeichnet und war auf der Shortlist der Kategorie „Bestes Deutsches Spiel“.

### Mobile Anwendungen
Von 2018 bis 2019 war Falkenhagen an der Entwicklung von Apps beteiligt. Hierbei entstanden „Die Eisrose“ und „Die Königliche“ für den Carlsen Verlag.

### Vorträge
Falkenhagen hält Workshops und Vorträge auf diversen nationalen Events, Kongressen und Messen zu den Themenfeldern Urheberrecht, Geschlechtergerechtigkeit und Verfassen und Vermarkten von Prosa. Sie gestaltete regelmäßig Programmbeiträge auf der Frankfurter Buchmesse, dem Rollenspiel- und Literaturevent NORDCON sowie der Devcom, der jährlichen offiziellen Entwicklerkonferenz der Gamescom in Köln.

## Engagement und Mitgliedschaften
Falkenhagen ist seit 2017 Mitglied der Jury des Deutschen Rollenspielpreises. 2017 war sie auch Mitglied der Jury des Literaturpreises Seraph und 2018 Mitglied der Jury des Deutschen Entwicklerpreises. Ende 2020 gestaltete Falkenhagen mit „Superhelden Undercover“ ein Gamification-Projekt für Ver.di in Stuttgart.
Die Autorin war Mitglied des Autorenkreis Historischer Roman Quo Vadis, der sich 2014 auflöste, und ist aktuell aktiv bei DeLiA. Als Mitgründerin des Phantastik-Autoren-Netzwerks (PAN) war Falkenhagen von 2016 bis 2019 zweite Vorstandsvorsitzende. In dieser Funktion hat sie das Netzwerk Autorenrechte mitbegründet. Zudem war sie im Jahr 2016 Mitbegründerin des PAN-Branchentreffens der Phantastik, einem jährlichen Branchentreffen für Verlage, Agenturen und Autoren in Köln und in Berlin, das sie mitorganisierte.
Falkenhagen ist zudem Mitglied beim Syndikat sowie dem Verband deutscher Schriftstellerinnen und Schriftsteller (VS). Am  31. Mai 2017 wurde sie zur stellvertretenden Vorsitzenden in den Vorstand des Berliner Landesverbandes (VS Berlin) innerhalb des Verbandes deutscher Schriftstellerinnen und Schriftsteller gewählt und wurde in diesem Amt am 9. Mai 2018 bestätigt. Für die „Berufsgruppe 1“, die Autoren und Übersetzer belletristischer und dramatischer Werke, gehört Falkenhagen seit 2019 dem Verwaltungsrat der VG Wort an.
Am 16. Februar 2019 wurde sie von der Bundesdelegiertenkonferenz in Aschaffenburg zur Bundesvorsitzenden des Verbands deutscher Schriftstellerinnen und Schriftsteller (VS) gewählt. Falkenhagen sieht die Veränderung des Arbeitsfeldes von Schriftstellern und Autoren durch die Digitalisierung nicht als Problem an, sondern begreift das Internet als Chance. Mit ihrem Engagement im VS will sie die Bedingungen des Veröffentlichens mitgestalten und in einer Zeit, in der so viele Texte und Bücher wie nie zuvor veröffentlicht werden, die Rechte von Autoren sichern und stärken. Im Februar 2023 wurde Falkenhagen als Bundesvorsitzende auf dem Jubiläumskongress des Verbandes in ihrem Amt bestätigt.

## Werke

### Historische Romane
- Das Mädchen und der Schwarze Tod. Heyne, München 2008, ISBN 3-453-40562-5.
- Die Lichtermagd. Heyne, München 2009, ISBN 3-453-40568-4.
- Die Schicksalsleserin. Heyne, München 2010, ISBN 978-3-453-47103-0.
- Die letzte Hanseatin. Heyne, München 2013, ISBN 978-3-453-47102-3.

### Romane zur Spielwelt des Schwarzen Auges
- Wolfstränen, in: Ulrich Kiesow (Hg.): Der Göttergleiche, Heyne, München 1995.
- Schlange und Schwert. Heyne, München 1996, ISBN 3-453-11938-X.
- Die Boroninsel. Heyne, München 1997, ISBN 3-453-12684-X.
- Kinder der Nacht. Heyne, München 1997, ISBN 3-453-12699-8.
- Die Nebelgeister. Heyne, München 1999, ISBN 3-453-15634-X.
- Der Scharlachkappentanz, in: Momo Evers (Hg.): Magische Zeiten, Fanpro, 2005 (Kurzgeschichte, als eigenständiges Hörbuch bei Horchposten 2009 erschienen).
- Ruinen der Elfen (Im Schatten Simyalas 1), mit Thomas Finn. Piper, München 2025, ISBN 978-3-492-70961-3

### Weitere Romane
- Undercover (Justifiers 2). Heyne, München 2011, ISBN 978-3-453-52717-1.
- Das Rabenmädchen (Arkenhall 1). Audible Original 2020 (im Writer's Room unter dem Pseudonym Jaycee Falconer).
- Die Rabenkönigin (Arkenhall 2). Audible Original 2021 (im Writer's Room unter dem Pseudonym Jaycee Falconer).

### DSA-Spielepublikationen als (Mit-)Autorin/Herausgeberin
- Mitarbeit bei: Das Herzogtum Weiden. Schmidt Spiele, 1994 (DSA-Regionalband).
- Goldene Blüten auf Blauem Grund. Schmidt Spiele, 1996 (DSA-Abenteuer; überarbeitete Fassung in Invasion der Verdammten, 2006).
- Beiträge in: Drachen, Greifen, Schwarzer Lotos. Die Flora und Fauna Aventuriens. Schmidt Spiele, 1996, ISBN 3-89064-253-5 (DSA-Spielhilfe).
- Beiträge in: Rauhes Land im hohen Norden. Das Bornland und die Heimat der Nivesen. Fantasy Productions, 1998, ISBN 3-89064-270-5 (DSA-Regionalbox).
- mit Heike Kamaris und anderen Autoren: Borbarads Erben. Fantasy Productions, 1999, ISBN 3-89064-273-X (DSA-Regionalbox).
- Das Levthansband. Fantasy Productions, 1999, ISBN 3-89064-337-X (DSA-Abenteuer).
- Sumus Blut. Fantasy Productions, 1999, ISBN 3-89064-343-4 (DSA-Abenteuer).
- Lena Falkenhagen und Niklas Reinke (Hg.): Das Königreich Almada. Fantasy Productions, 2000, ISBN 3-89064-278-0 (DSA-Regionalband).
- Stein der Mada. Fantasy Productions, 2001, ISBN 3-89064-355-8 (DSA-Abenteuer).
- mit Thomas Finn: Der Basiliskenkönig. Fantasy Productions, 2001, ISBN 3-89064-363-9 (DSA-Abenteuer).
- Lena Falkenhagen (Hg.): Leicht verdientes Gold. Fantasy Productions, 2002, ISBN 3-89064-370-1 (DSA-Kurzabenteuer-Sammlung).
- Zauberei und Hexenwerk (mit Thomas Römer u.a). Fantasy Productions, 2002, ISBN 3-89064-286-1 (DSA-Rollenspielerweiterung).
- Beiträge in: Götter und Dämonen (Herausgeberin Momo Evers). Fantasy Productions, 2003, ISBN 3-89064-287-X (DSA-Rollenspielerweiterung).
- Jungfrau in Nöten, in: Drachenodem. Fantasy Productions, 2004, ISBN 3-89064-388-4 (DSA-Kurzabenteuer-Sammlung).
- Jahr des Feuers II: Aus der Asche, Fantasy Productions, 2005, ISBN 3-89064-389-2 (DSA-Abenteuer/Kampagnenband).
- mit Mark Wachholz und Denny Vrandecic: Jahr des Feuers III: Die Rückkehr des Kaisers. Fantasy Productions, 2005, ISBN 3-89064-396-5 (DSA-Abenteuer/Kampagnenband).
- mit Thomas Finn und anderen Autoren: Mächte des Schicksals. Ulisses Spiele, 2007, ISBN 978-3-89064-434-9 (DSA-Kampagnenband).
- Mitarbeit bei: Schild des Reiches. Weiden, Weiß-Tobrien, Greifenfurt, Perricum und das ehemalige Darpatien. Ulisses Spiele, 2007, ISBN 978-3-940424-06-8 (DSA-Regionalband).
- mit Thomas Finn: Im Schatten Simyalas. Ulisses Spiele, 2007, ISBN 3-940424-03-X (DSA-Abenteuer-Sammlung, Wiederauflage der Simyala-Kampagne).

### Computer- und Online-Spiele
- Blutrache. Mobile Game, Chromatrix 2005.
- Drakensang: Am Fluss der Zeit. dtp entertainment AG 2010.
- Atlantis. Add-On, Drakensang Online, Bigpoint GmbH 2012.
- Die Zwerge von Myrdosch. Add-On, Drakensang Online, Bigpoint GmbH 2013.
- Rise of Balor. Add-On, Drakensang Online, Bigpoint GmbH 2016.
- Die Eisrose, in: Love Stories. Carlsen Verlag 2018.
- Royal – die Königliche, in: Love Stories. Carlsen Verlag 2019, ISBN 978-3-646-10167-6.[24]
- Narrative Consultant für Lacuna. DigiTales Interactive, Assemble Entertainment, 2021.[25]
- Beholder 3. Paintbucket Games, Alawar 2022.[26]
- The Darkest Files. Paintbucket Games 2023.[27]